# Hennadij Lisenczuk
Hennadij Anatolijowycz Lisenczuk, ukr. Геннадій Анатолійович Лісенчук, ros. Геннадий Анатольевич Лисенчук, Giennadij Anatoljewicz Lisienczuk (ur. 18 grudnia 1947 w Żerdiewce, w obwodzie tambowskim, Rosyjska FSRR) – ukraiński piłkarz, grający na pozycji bramkarza, trener piłkarski. Kierownik wydziału piłki nożnej Narodowego Uniwersytetu Wychowania Fizycznego i Sportu Ukrainy, doktor pedagogicznych nauk w edukacji wychowania fizycznego i sportu, członek korespondent Akademii Nauk Ukrainy.

## Kariera piłkarska

### Kariera klubowa
Zaczął grać w rodzinnej Żerdiewce w reprezentacji szkolnej, a później w zespole miejscowej fabryki cukru (wtedy uczył się w Technikum Przemysłu Cukrowego). W wieku 20 lat został piłkarzem klubu Silbud Połtawa. W 1968 przeszedł do Dnipra Krzemieńczuk, skąd w następnym roku przeniósł się do Szachtara Kadijewka. Stamtąd trafił do pierwszoligowej drużyny Zoria Woroszyłowgrad, która w 1970 został mistrzem ZSRR. Grał przeważnie w zespole rezerwowym. W międzyczasie studiował w Instytucie Budowy Maszyn w Woroszyłowgradzie, który ukończył w 1973 roku i zdobył tytuł inżyniera mechanika. Potem bronił bramki Tawrii Symferopol, w której rozegrał ponad 100 spotkań. W 1979 roku ukończył Państwowy Uniwersytet w Symferopolu na Wydziale Wychowania Fizycznego i otrzymał drugi dyplom „nauczyciel-trener piłki nożnej”. W Kryljach Sowietow Kujbyszew był kapitanem i jednym z liderów zespołu, nawet zrezygnował z propozycji przejścia do Spartaka Moskwa. Pod koniec kariery grał w Metałurhu Zaporoże, Dnipro Dniepropetrowsk i Kołosie Nikopol, gdzie w 1982 zakończył karierę piłkarską.

## Kariera trenerska
Po zakończeniu kariery piłkarską od 1982 do 1984 roku studiował w Wyższej Szkole Trenerskiej w Moskwie. W 1989 roku ukończył studia podyplomowe w Centralnym Instytucie Kultury Fizycznej w Moskwie. Od 1984 roku przez 4 lata pracował w nikopolskim klubie na stanowiskach głównego trenera oraz dyrektora. Następnie trenował kluby Sudnobudiwnyk Mikołajów, Worskła Połtawa i Krywbas Krzywy Róg. W latach 1991–1992 pracował jako starszy specjalista gier sportowych w ukraińskim Ministerstwie ds. Młodzieży i Sportu. Od 1993 - Prezes Stowarzyszenia Mini-Futbolu (Futsalu) Ukrainy. W 1994 objął stanowisku głównego trenera reprezentacji Ukrainy w futsalu, którą prowadził prawie 20 lat zdobywając wiele sukcesów. 29 listopada 2012 roku podał się do dymisji.
Od 1996 - Członek Komitetu Technicznego Międzynarodowej Federacji Sportu Uniwersyteckiego (FISU). Od 1992 - Kierownik Wydziału piłki nożnej NUFWSU (Narodowy Uniwersytet Wychowania Fizycznego i Sportu Ukrainy). Członek Rady Naukowej NUFWSU, profesor, doktor nauk pedagogicznych, zasłużony trener Ukrainy, zasłużony pracownik Kultury Fizycznej i Sportu.

## Sukcesy i odznaczenia

### Sukcesy klubowe
- mistrz Pierwszej ligi ZSRR: 1978
- brązowy medalista Pierwszej ligi ZSRR: 1977, 1982
- brązowy medalista VII Spartakiady Narodów ZSRR: 1979 (reprezentacja Rosyjskiej FSRR)

### Sukcesy trenerskie
- mistrz młodzieżowych mistrzostw świata: 1998, 2004, 2006
- wicemistrz Europy: 2001, 2003
- brązowy medalista mistrzostw świata: 1996
- brązowy medalista młodzieżowych mistrzostw świata: 1996
- 4. miejsce na mistrzostwach Europy: 2005

### Odznaczenia
- tytuł Mistrza Sportu ZSRR: 1979
- tytuł Zasłużonego Trenera Ukrainy:
- Order „Za zasługi” II klasy: 2004[3]
- Order „Znak Honoru”
- odznaka honorowa Ukraińskiego Związku Piłki Nożnej „Za szczególny wkład w rozwój ukraińskiej piłki nożnej”